# Clermontia kakeana
Clermontia kakeana là loài thực vật có hoa trong họ Hoa chuông. Loài này được Meyen mô tả khoa học đầu tiên năm 1835.